# Private road
Private road är en brittisk dramafilm från 1971 i regi av Barney Platts-Mills.

## Utmärkelser
Filmen vann Guldleoparden vid Internationella filmfestivalen i Locarno 1971.

## Rollista i urval
- Susan Penhaligon - Ann Halpern
- Bruce Robinson - Peter Morrissey
- Michael Feast - Stephen
- Robert Brown - Mr. Halpern
- George Fenton - Henry
- Kathleen Byron - Mrs. Halpern
- Patricia Cutts - Erica Talbot
- Trevor Adams - Alex Marvel